# Beautiful 'Cause You Love Me
"Beautiful 'Cause You Love Me" é uma canção gravada pelo girl group britânico Girls Aloud para seu segundo álbum de compilação, "Ten" (2012). Foi escrito por Rachel Moulden e produzido por Jim Eliot. A canção recebeu críticas mistas de críticos de música, que achavam que a balada não eram um dos melhores trabalhos do grupo. Após o lançamento de Dez, ele traçou no número 97 no UK Singles Chart. O vídeo musical foi dirigido por Paul Caslin, e consiste principalmente de fotos de beleza de cada integrante. A canção foi performada em alguns programas, como Children in Need 2012 e Top of the Pops.

## Lançamento e composição
Para acompanhar o sucesso de "Something New", o grupo decidiu lançar "Beautiful 'Cause You Love Me" como o segundo single de seu álbum de compilação "Ten", com a intenção de "mostrar a sua versatilidade, criando um forte contraste com o primeiro Libertação" de acordo com Ayeesha Walsh do The Sun. A canção oficialmente na BBC Radio 2 em 13 de novembro de 2012, enquanto a versão digital ocorreu em 17 de dezembro de 2012. Também foi enviado para a rádio convencional no Reino Unido.
"Beautiful Cause You Love Me" foi escrito por Rachel Moulden e produzido por Jim Eliot. A canção foi descrita como "uma balada pop típica" por Ayeesha Walsh de The Sun, enquanto suas letras foram consideradas "impressionante e memorável" por Sam Lansky do Idolator. Amy Sciaretto, da PopCrush, observou que as letras se dirigem a "como o amor de um homem bom pode torná-lo bonito, e que o amor, e não os olhares, são o que é importante na vida." Durante o coro, Agora o mundo inteiro poderia me chamar feio / Então o que? Para você, eu não sou / Você não me ama porque eu sou linda, oh não / Eu sou linda porque você me ama." Sobre a canção, a integrante das Girls Aloud, Nicola Roberts, disse: "Depois que eu ouviu a primeira linha, disse: 'STOP, essa é a nossa canção'", enquanto Kimberley Walsh acrescentou: "assim que ouvi, Eu concordei com Nicola - nós tivemos que começar essa canção."

### Recepção da crítica
"Beautiful Cause You Love Me" recebeu críticas mistas de críticos de música. De acordo com Ian Wade da BBC Music, a canção é um "blub-friendly empowerment corte completo com seus próprios fogos de artifício." Enquanto Adrian Thrills do Daily Mail, chamado a canção "uma balada superior", Lee Williscroft-Ferris de So So Gay declarou que a canção "é tão schmaltzy como o título sugere, a letra" Você não me ama porque eu sou bonito/eu sou bonito porque você me ama "pingando em Uma espécie de emoção auto-indulgente que não se espera da banda, mas é um número elegante". Rebecca Twomey, de Marie Claire, considerou-a uma "canção de amor suave e sedosa", enquanto Chris Younie de 4Music disse que A balada "emocionalmente carregada e emocionante ... pode não ser um típico banger de dance-pop das Girls Aloud, mas confie em nós quando dizemos que ainda é incrível". Um crítico da NME disse que a música "não é ruim" Concluiu que ela ocupa "um espaço lírico semelhante a canções das Sugababes como "Ugly", e um espaço similar a "Too Much" das Spice Girls.
No entanto, Douglas Wolk do Pitchfork Media declarou que a música, "basta arrastar o álbum [Ten] para baixo ... em particular, pertence à mesma prateleira icky-valentine como James Blunt" You're Beautiful". Brien de omg! Chamou a canção de "uma canção de amor excessivamente lamacenta que poderia muito facilmente ter sido uma rejeição do último álbum de Cheryl Cole". Lucas Villa de of Examiner descreveu a música como "sobre sentir-se bonita na presença de um amado feio", e ainda descreveu a música como" estranhamente reminiscente da linha Mean Girls: "Eu não te odeio porque você é gordo. Você é gordo, porque eu odeio você". Um crítico da Contact Music considerou a música" grande e ballada e parece estar mais de acordo com a grande tradição do pop americano de tais grupos" mas afirmou que "o maior O problema primordial dessa canção é que o começo dela nos lembra, por alguma razão insegura, a recente desastrosa incursão de Tara Palmer-Tomkinson no mundo do pop. Algo que ninguém jamais deveria testemunhar". Amy Sciaretto, de PopCrush não estava "segura de que Girls Aloud são as pessoas certas para entregar essa mensagem", porque elas são "cinco mulheres deslumbrantes que provavelmente nunca tiveram algupem para dizer-las que eram feias." Sam Lansky do Idolator pensou que a faixa "Não pode se comparada com a melhor trabalho das Girls Aloud, mas não é uma decepção completa." Lewis Corner, da Digital Spy, disse que Girls Aloud não seria um verdadeiro grupo pop "se elas se concentrassem exclusivamente em faixas de alta taxa de BPM e ignorassem Um bom lento", acrescentando que as baladas lançadas por elas" sempre receberam uma recepção gelada em suas primeiras impressões, e esta não foi diferente ".

### Performance nas paradas
Após o lançamento de Ten, "Beautiful Cause You Love Me" traçada no número 97 no UK Singles Chart. Durante a semana de lançamento do single, falhou ao traçar na parada de singles do Reino Unido e transformou-se no primeiro single do grupo a não traçar dentro do top-40.

## Vídeoclipe
O vídeo que acompanha a música estreou em 4 de dezembro de 2012, através da conta VEVO do grupo e foi dirigido por Paul Caslin. Abrindo com uma gota de líquido, o vídeo consiste na maior parte de flashes exaltando a beleza de cada uma das cantoras do grupo, até que elas se juntem em uma sala de estar, em um sofá, vestidas com vestidos brancos. O vídeo também apresentou uma divulgação dos produtos de uma câmera digital Nikon, Nikon 1 J2.
James Robertson, do Daily Mirror, afirmou que "o vídeo que acompanha é tão bonito quanto o título sugere ... mas nosso pedaço favorito tem que ser a propaganda de produto mais sem sentido que já vimos".

## Desempenho nas paradas
| Chart (2012–13)                | Melhor posição |
| ------------------------------ | -------------- |
| Irlanda (IRMA)                 | 80             |
| Reino Unido (UK Singles Chart) | 97             |